# Tête de la Behouille
La tête de la Behouille est un sommet du massif des Vosges culminant à 734 m d'altitude, dans la commune d'Entre-deux-Eaux, dans le département des Vosges, en France.

## Toponymie
La montagne est également désignée sous le toponyme signal de Mandray.
Tête désigne un sommet remarquable associé à une proéminence dont la partie supérieure prend le plus souvent une forme arrondie. Behouille désigne les cantons plantés de vigne, habituellement en pente raide ; celui-ci a donné son nom aux terrains ayant la même configuration de sol.

## Géographie
Le site offre un panorama pittoresque sur la ville de Saint-Dié-des-Vosges et ses environs ainsi que sur la ligne bleue des Vosges. Il se situe dans la commune d'Entre-deux-Eaux et ses pentes s'étendent aux communes de La Croix-aux-Mines, de Coinches et de Mandray.

## Histoire
Le sommet fut le théâtre de violents combats au début de la Première Guerre mondiale.
Un parcours mène à un carré militaire où 520 chasseurs des 13e et 22e chasseurs alpins sont morts à la baïonnette le 3 septembre 1914.

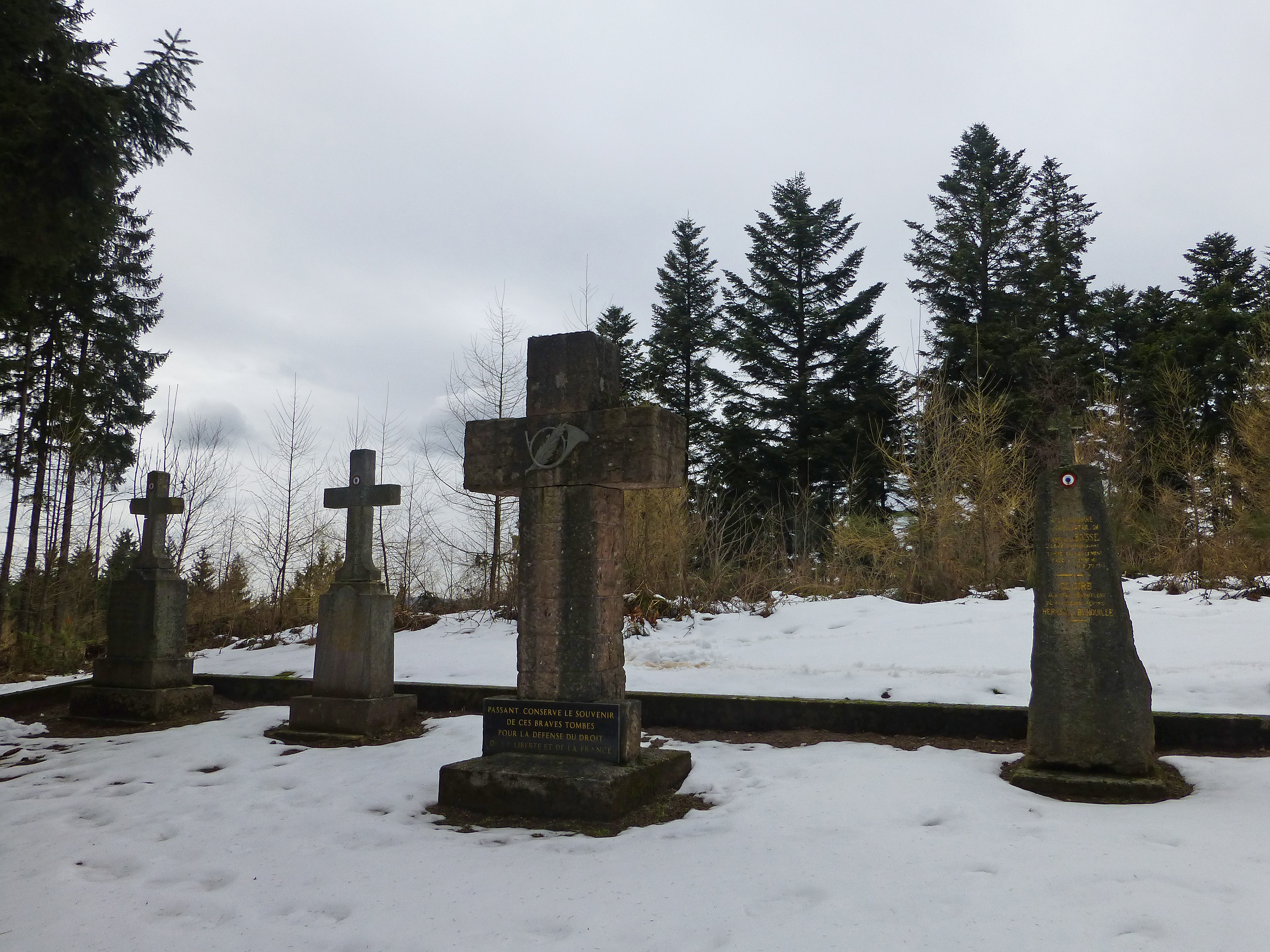
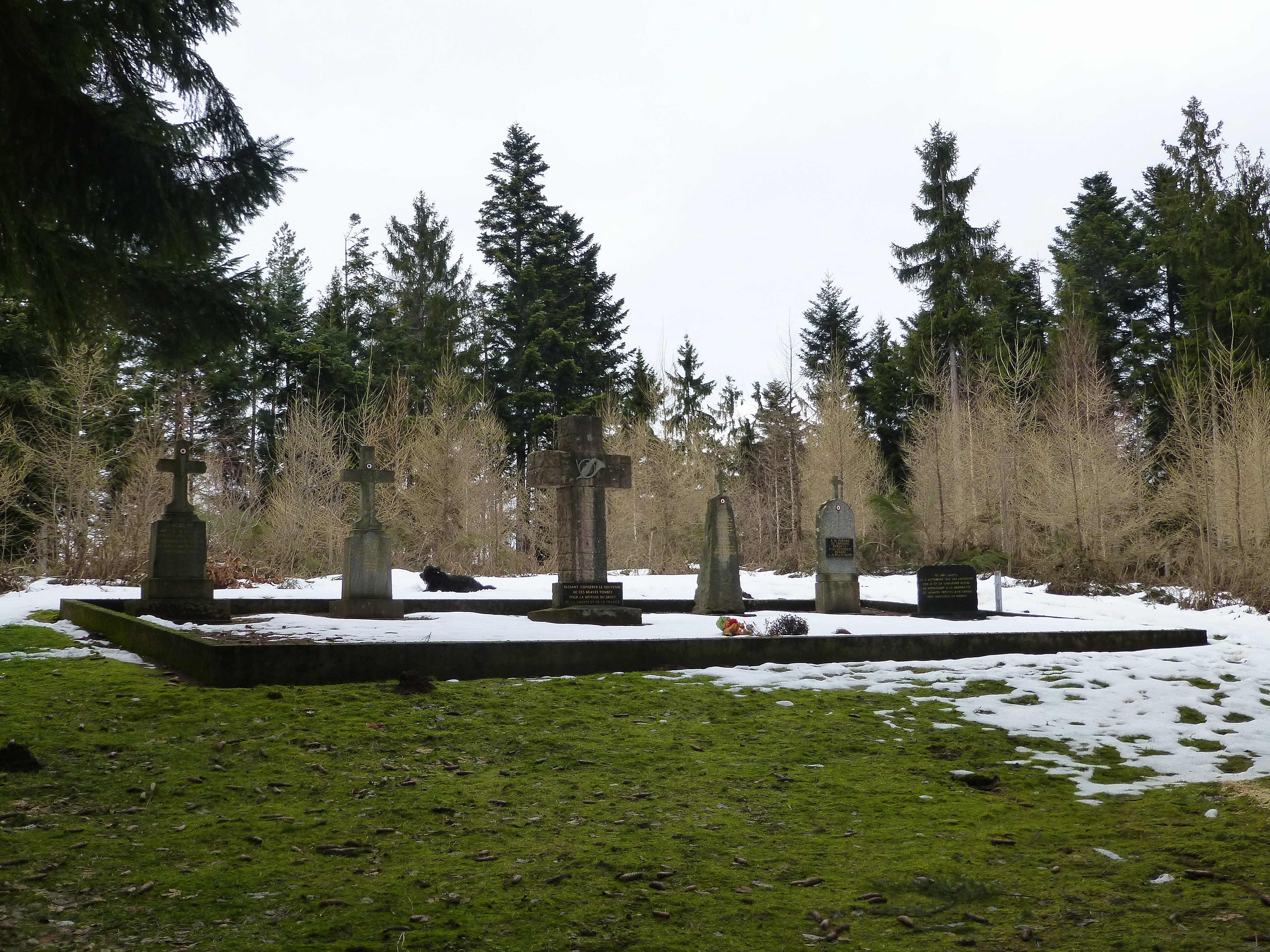
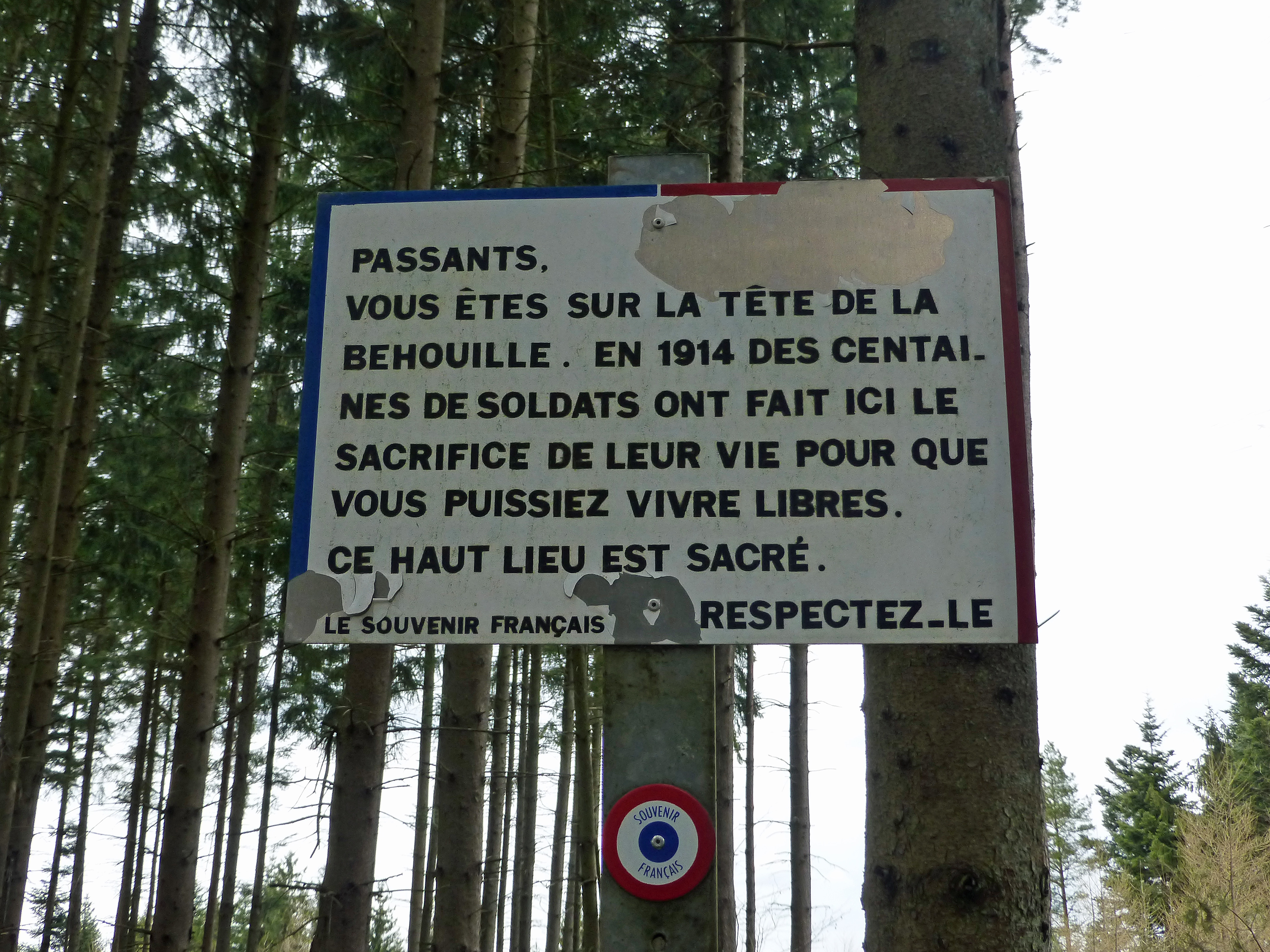
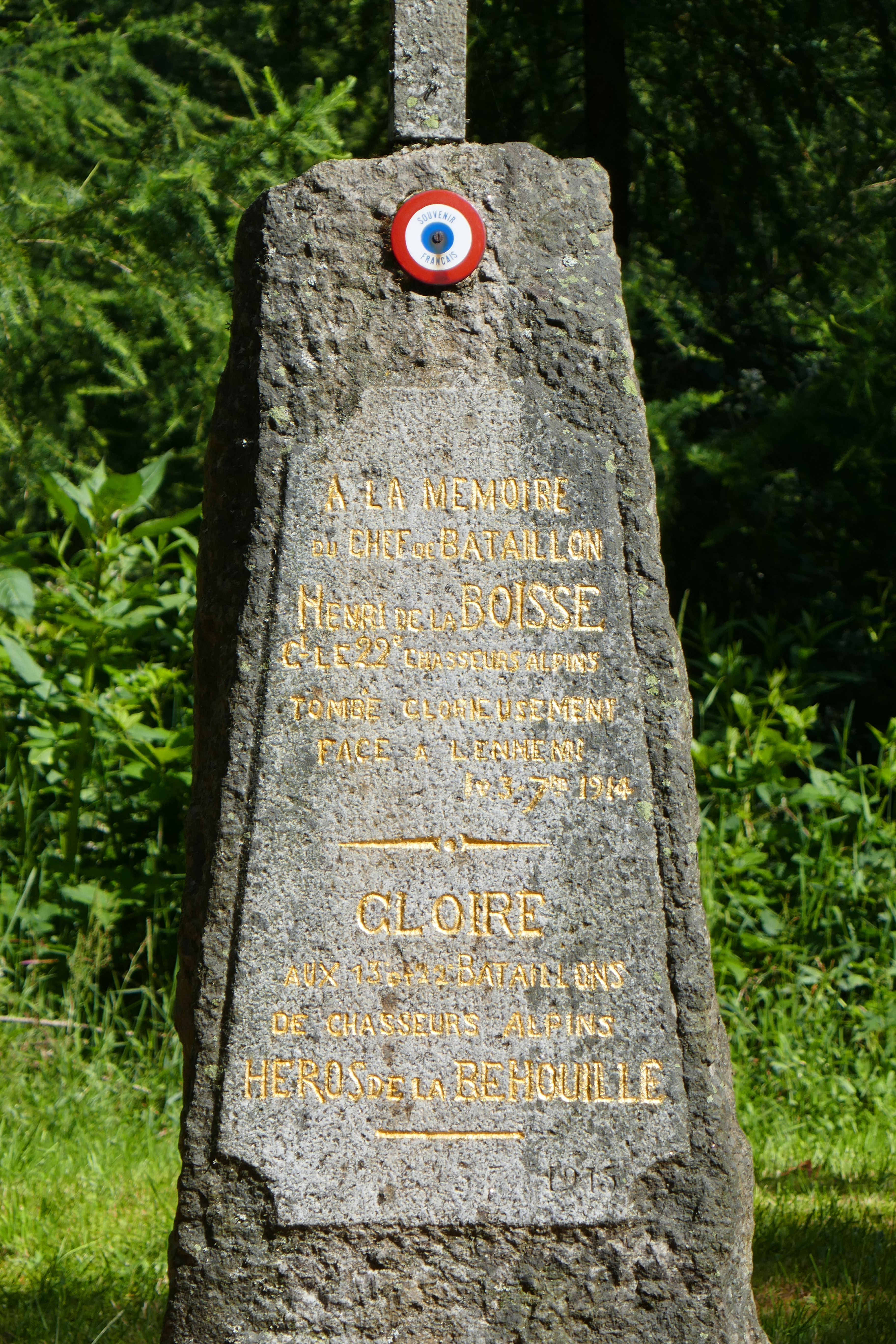
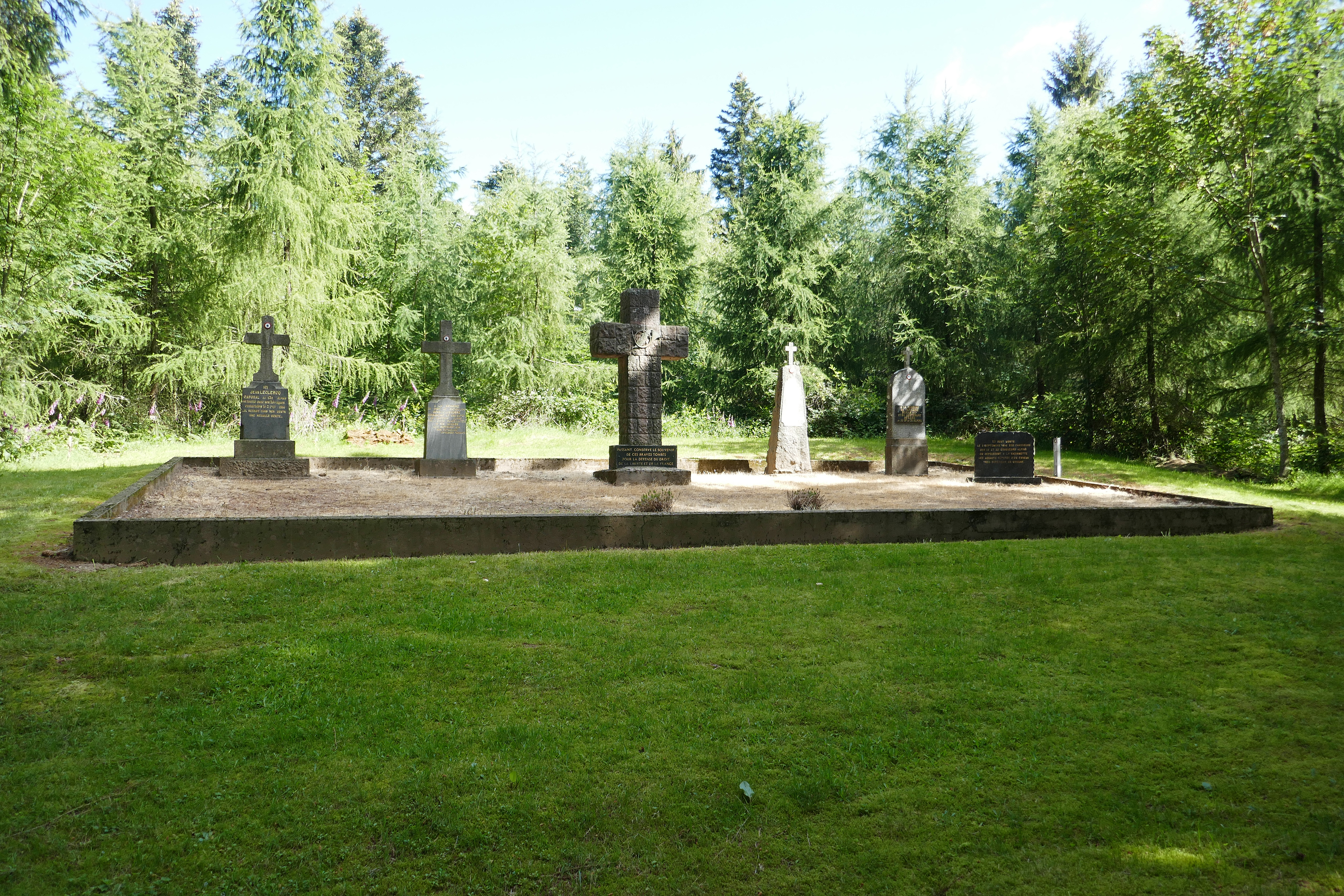
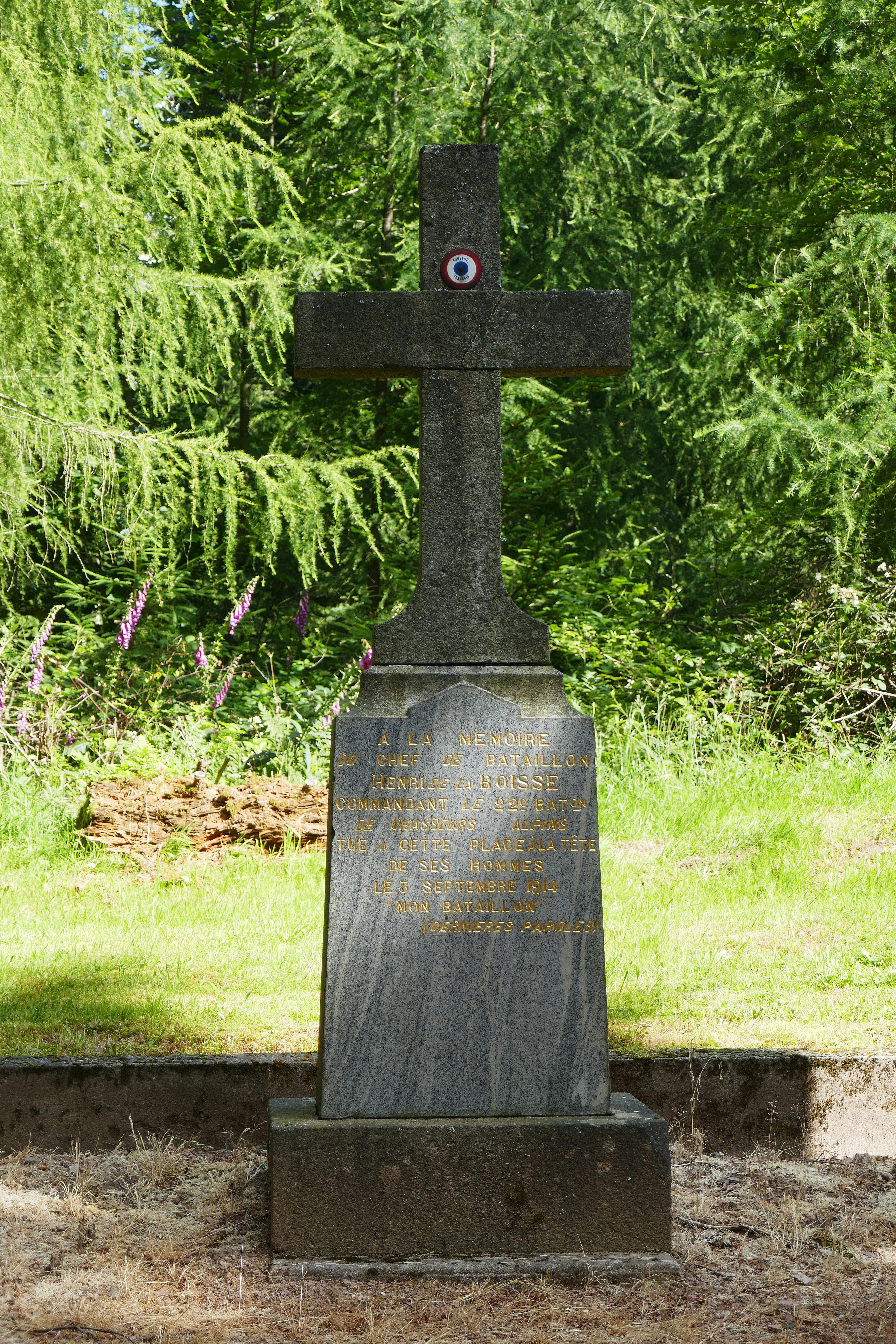
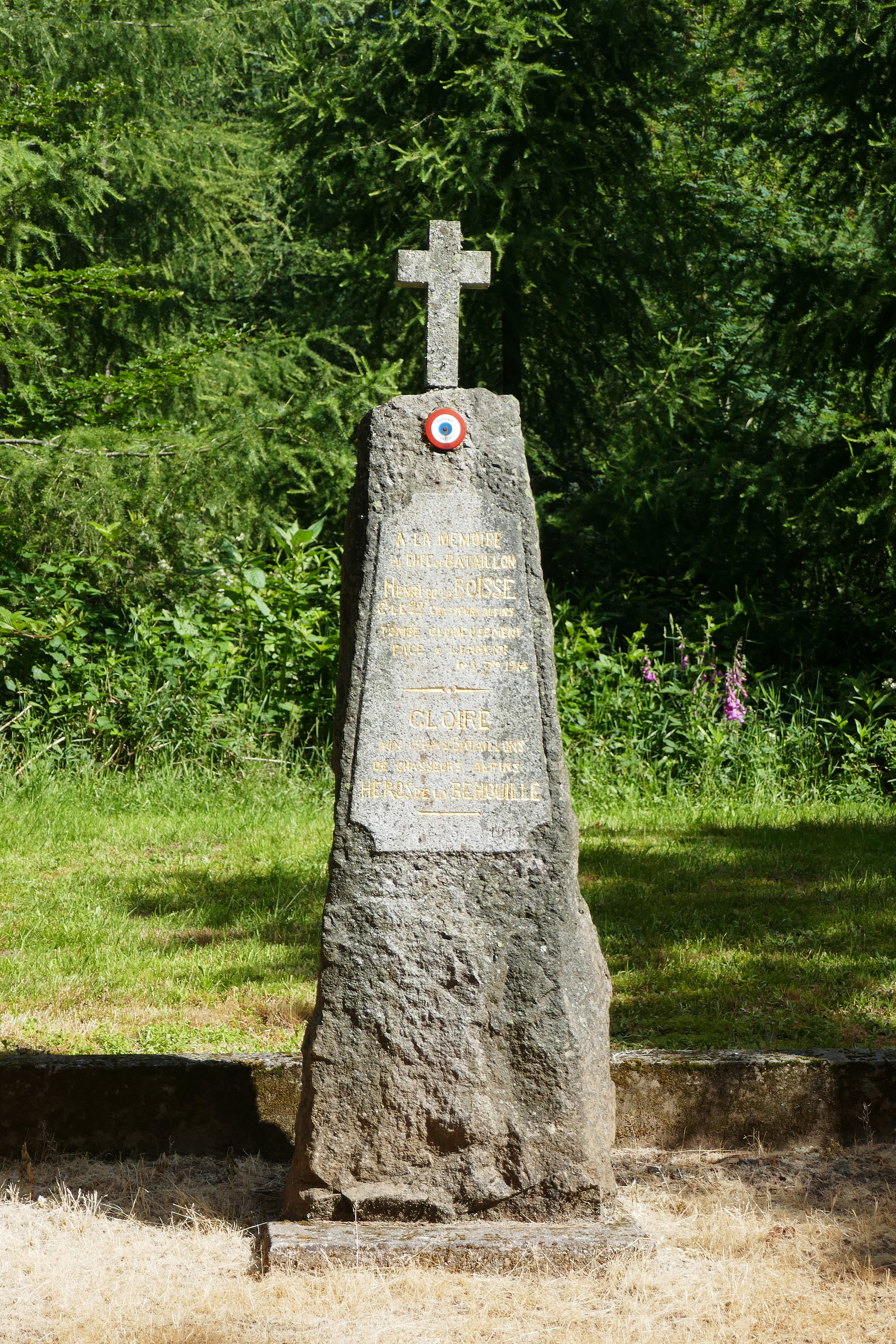

## Randonnée
La tête de la Behouille est accessible par différents sentiers de randonnée.